# Katarzyna Skowrońska

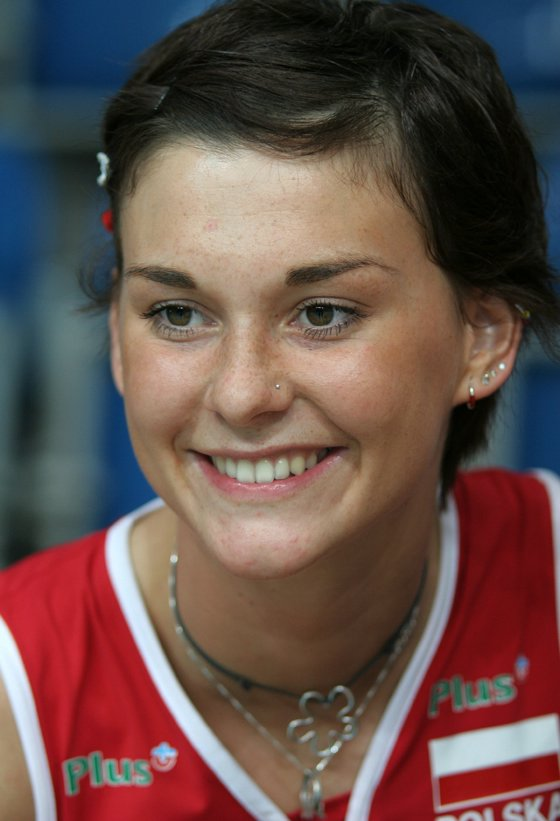
Katarzyna Skowrońska w 2006 roku

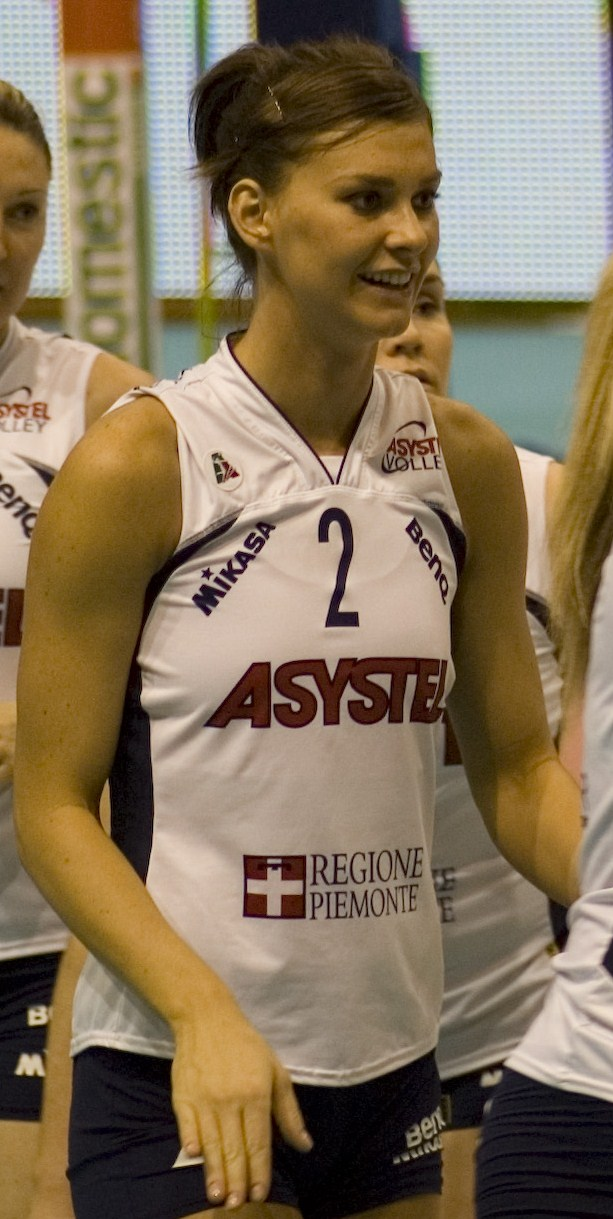
Katarzyna Skowrońska zawodniczką Asystelu Novara

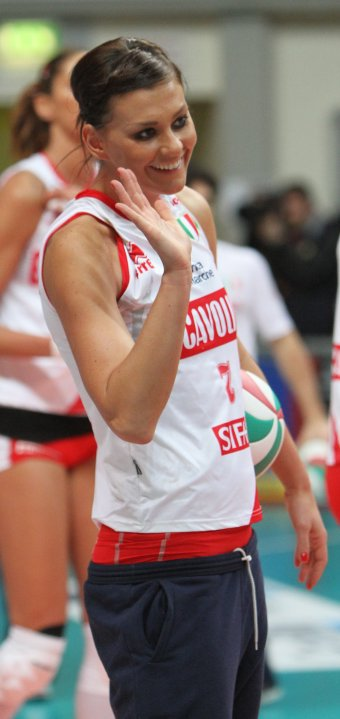
Katarzyna Skowrońska zawodniczką Scavolini Pesaro

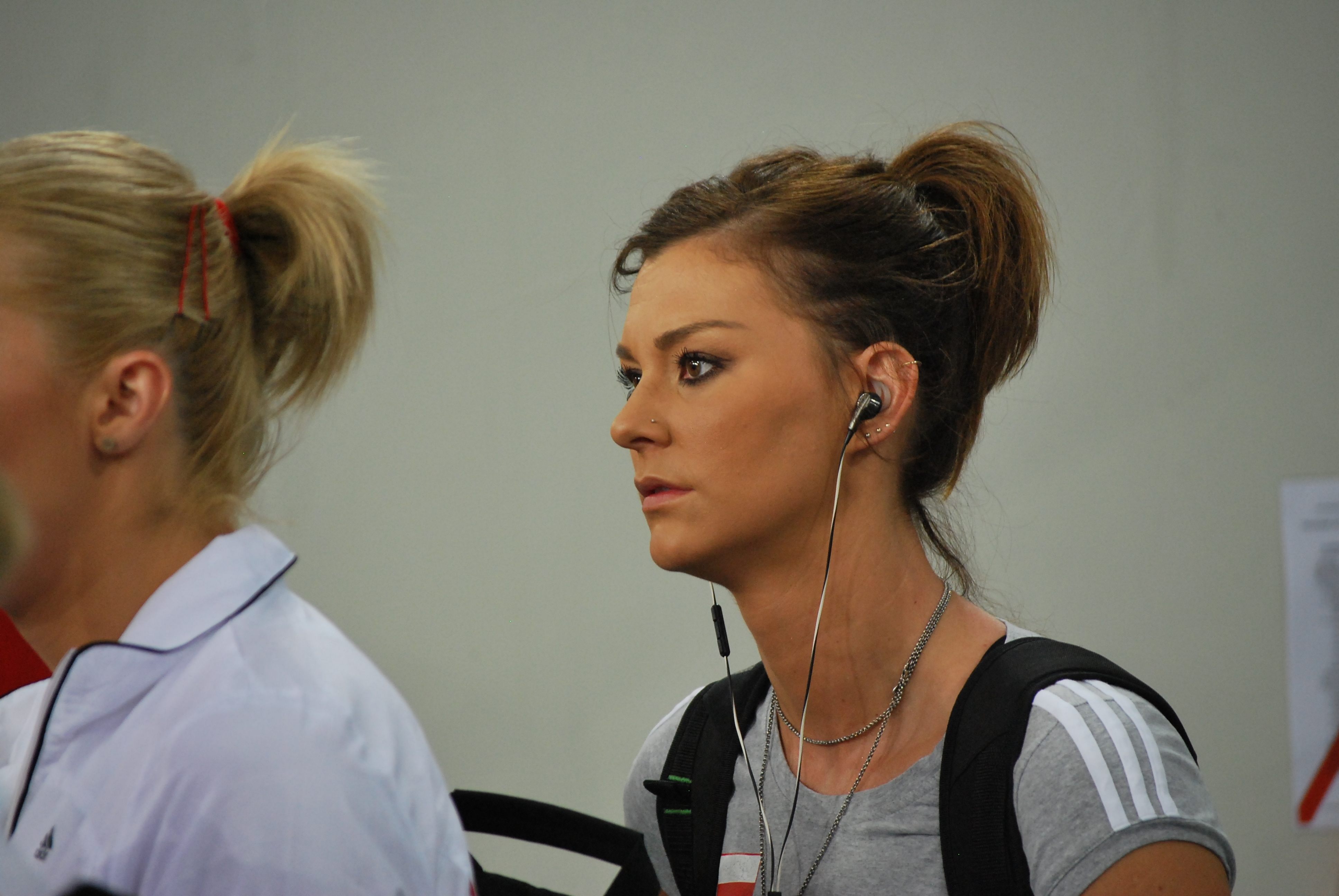
Katarzyna Skowrońska przed meczem grupowym Grand Prix w 2012 roku

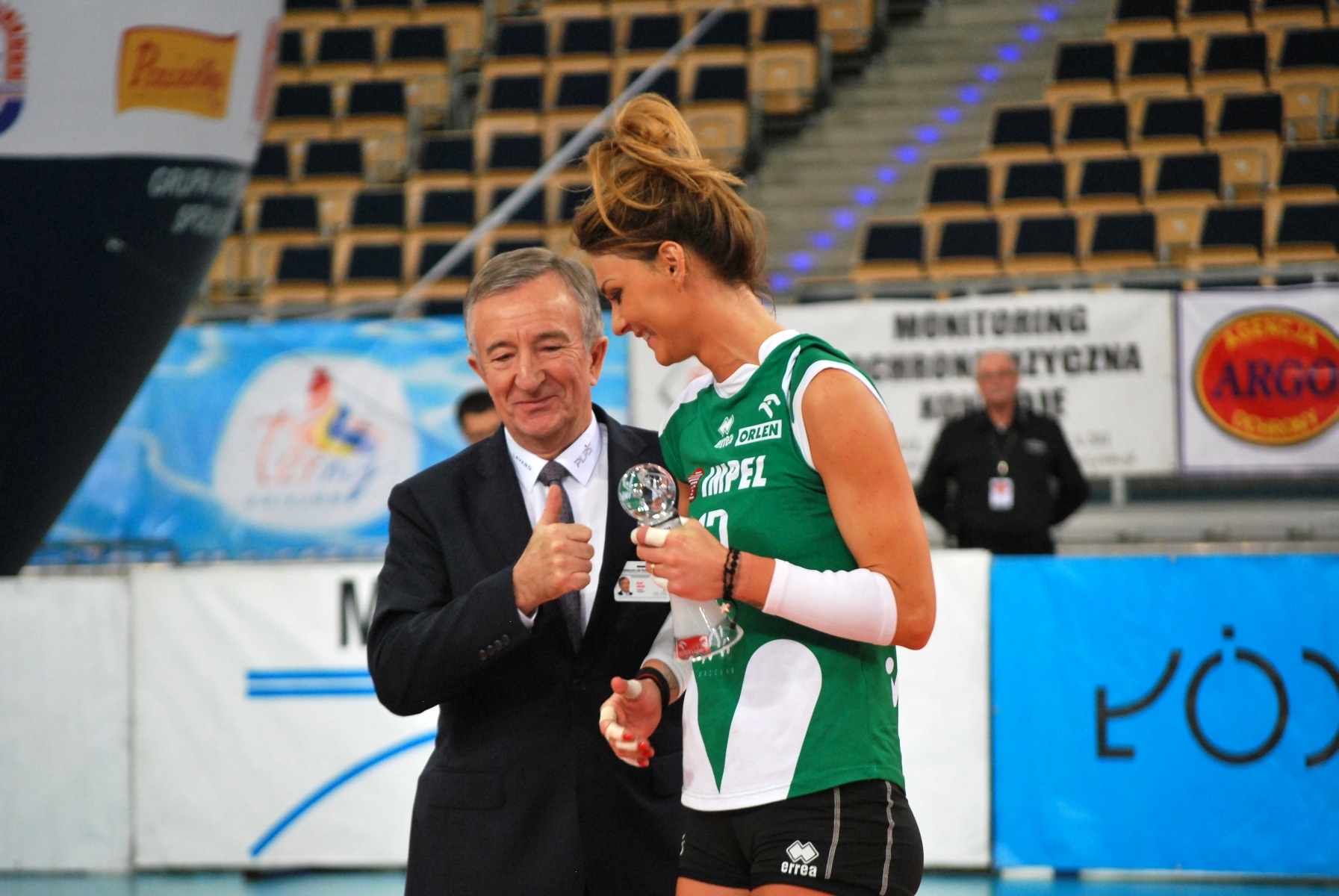
Katarzyna Skowrońska najlepszą zawodniczką meczu Budowlani Łódź - Impel Wrocław 10. kolejki Orlen Liga (2015/2016), 02.12.2015

Katarzyna Ewa Skowrońska (ur. 30 czerwca 1983 w Warszawie) – polska siatkarka, grająca na pozycji atakującej, a wcześniej – środkowej, reprezentantka Polski.

## Życie prywatne
17 czerwca 2006 wyszła za mąż za Jakuba Dolatę, siatkarskiego menadżera. 9 sierpnia 2021 poinformowała o rozwodzie.

## Kariera sportowa
Karierę rozpoczynała u trenera Teofila Czerwińskiego w Skrze Warszawa. Grała na pozycji atakującej.
Jako 15-latka Skowrońska trafiła do Szkoły Mistrzostwa Sportowego Polskiego Związku Piłki Siatkowej w Sosnowcu. Tam zmieniono jej pozycję na środkową bloku. Już jako zawodniczka SMS zdobyła swój pierwszy złoty medal mistrzostw Europy, na turnieju kadetek w 1999 roku, w Gdańsku. Następnym sukcesem był brązowy medal Mistrzostw Europy juniorek w 2000 roku.
Po trzech latach gry i nauki w Sosnowcu, przeniosła się do klubu Danter AZS AWF Poznań. Szybko stała się podstawową postacią w zespole. W pierwszym sezonie akademiczki awansowały do siatkarskiej serii A, natomiast w kolejnym sezonie Danter-AZS AWF dopiero w finale przegrał walkę o złoty medal. Jeszcze gdy grała w Poznaniu, trafiła w 2003 roku do narodowej kadry seniorek. W wieku 20 lat odniosła pierwszy wielki sukces z reprezentacją seniorek zdobywając mistrzostwo Europy w Turcji. Sukces ten powtórzyła dwa lata później w Chorwacji.
W 2005 trafiła do ligi włoskiej.
22 listopada 2005 roku otrzymała od prezydenta Aleksandra Kwaśniewskiego Złoty Krzyż Zasługi.
W sezonie 2006/2007 zagrała w turnieju finałowym Pucharu CEV, gdzie zdobyła brązowy medal. Po tym sezonie zmieniła pozycję ze środkowej na atakującą.
W 2007 roku podczas Pucharu Świata była najlepiej punktującą zawodniczką w zawodach.
W sezonie 2007/2008 była jedną z najskuteczniejszych zawodniczek ligi włoskiej. Z klubem Asystel Novara zagrała w swoim pierwszym turnieju finałowym Ligi Mistrzyń w karierze, zdobywając brązowy medal.
W 2008 roku uczestniczka Igrzysk Olimpijskich w Pekinie.
W latach 2008–2010 liderka zespołu Scavolini Pesaro, z którym wygrała dwa mistrzostwa Włoch, dwa Superpuchary Włoch i raz triumfowała w Pucharze Włoch. Były to jej pierwsze triumfy w klubowej siatkówce.
W 2009 roku nie grała w kadrze z powodu kontuzji.
W 2010 roku wróciła do reprezentacji na rozgrywki World Grand Prix, gdzie była kapitanem zespołu, lecz została wykluczona przez trenera Jerzego Matlaka z kadry przygotowującej się do Mistrzostw Świata w 2010 w Japonii.
W 2010 roku, po 5 latach gry we Włoszech, trafiła do Turcji. Z Fenerbahçe zdobyła mistrzostwo i Superpuchar kraju, zdobyła także klubowe mistrzostwo świata, będąc najlepszą zawodniczką turnieju. Nie odniosła tylko sukcesu w Lidze Mistrzyń – w swoim drugim turnieju finałowym w karierze, znów zdobyła brązowy medal.
W 2011 roku trener Alojzy Świderek powołał ją na Memoriał Agaty Mróz-Olszewskiej oraz na Mistrzostwa Europy.
W latach 2011–2013 grała w Chinach. W pierwszym sezonie zdobyła złoty medal ligi chińskiej, w drugim – srebrny. Wygrała klubowe mistrzostwo Azji (2013).
W 2013 roku została kapitanem reprezentacji, a podczas rozgrywek World Grand Prix grała na pozycji przyjmującej.
W World Grand Prix 2013 Katarzyna Skowrońska-Dolata w przegranym przez Polskę meczu z Rosją (2:3) zdobyła 41 punktów, ustanawiając rekord punktowy w rozgrywkach turnieju World Grand Prix.
W sezonie 2013/2014 jako zawodniczka Rabity Baku zdobyła trzeci brązowy medal w rozgrywkach Ligi Mistrzyń (w trzecim turnieju finałowym w karierze) oraz mistrzostwo Azerbejdżanu.
Na początku roku 2017 zerwała więzadła krzyżowe, co wiązało się z długą rehabilitacją. Tak poważna kontuzja prawdopodobnie przyczyniła się znacząco do ogłoszenia w 2019 roku zakończenia sportowej kariery.

## Działalność pozasportowa
W 2007 roku wraz z Piotrem Gruszką i Sebastianem Świderskim została ambasadorem kampanii „Pij mleko! Będziesz wielki”.

## Kariera klubowa
| Kariera juniorska | Kariera juniorska           | Kariera juniorska | Kariera juniorska | Kariera juniorska | Kariera juniorska | Kariera juniorska | Kariera juniorska | Kariera juniorska | Kariera juniorska | Kariera juniorska |
| ----------------- | --------------------------- | ----------------- | ----------------- | ----------------- | ----------------- | ----------------- | ----------------- | ----------------- | ----------------- | ----------------- |
| Lata              | Klub                        |                   |                   |                   |                   |                   |                   |                   |                   |                   |
| 1995–1998         | Skra Warszawa               |                   |                   |                   |                   |                   |                   |                   |                   |                   |
| 1998–2001         | SMS PZPS Sosnowiec          |                   |                   |                   |                   |                   |                   |                   |                   |                   |
| Kariera seniorska |                             |                   |                   |                   |                   |                   |                   |                   |                   |                   |
| Lata              | Klub                        |                   |                   |                   |                   |                   |                   |                   |                   |                   |
| 2001–2003         | AZS AWF Danter Poznań       |                   |                   |                   |                   |                   |                   |                   |                   |                   |
| 2003–2005         | PTPS Nafta-Gaz Piła         |                   |                   |                   |                   |                   |                   |                   |                   |                   |
| 2005–2006         | Minetti Infoplus Vicenza    |                   |                   |                   |                   |                   |                   |                   |                   |                   |
| 2006–2008         | Asystel Novara              |                   |                   |                   |                   |                   |                   |                   |                   |                   |
| 2008–2010         | Scavolini Pesaro            |                   |                   |                   |                   |                   |                   |                   |                   |                   |
| 2010–2011         | Fenerbahçe Acıbadem Stambuł |                   |                   |                   |                   |                   |                   |                   |                   |                   |
| 2011–2013         | Guangdong Evergrande        |                   |                   |                   |                   |                   |                   |                   |                   |                   |
| 2013–2015         | Rabita Baku                 |                   |                   |                   |                   |                   |                   |                   |                   |                   |
| 2015–2016         | Impel Wrocław               |                   |                   |                   |                   |                   |                   |                   |                   |                   |
| 2016–2017         | Foppapedretti Bergamo       |                   |                   |                   |                   |                   |                   |                   |                   |                   |
| 2017–2019         | Hinode Barueri              |                   |                   |                   |                   |                   |                   |                   |                   |                   |

## Sukcesy klubowe
Liga polska:
- 2003
- 2005, 2016

Puchar CEV:
- 2007

Liga Mistrzyń:
- 2008, 2011, 2014

Superpuchar Włoch:
- 2008, 2009

Puchar Włoch:
- 2009

Liga włoska:
- 2009, 2010
- 2007

Superpuchar Turcji:
- 2010

Klubowe Mistrzostwa Świata:
- 2010

Liga turecka:
- 2011

Liga chińska:
- 2012
- 2013

Klubowe Mistrzostwa Azji:
- 2013

Liga azerska:
- 2014, 2015

## Sukcesy reprezentacyjne
Mistrzostwa Europy Kadetek:
- 1999

Mistrzostwa Europy Juniorek:
- 2000

Mistrzostwa Europy:
- 2003, 2005

Igrzyska Europejskie:
- 2015

## Nagrody indywidualne
- 2006: Najlepsza polska środkowa 2005 roku w plebiscycie miesięcznika „Super Volley”
- 2007: Najlepsza polska środkowa 2006 roku w plebiscycie miesięcznika „Super Volley”
- 2007: Najlepsza punktująca Pucharu Świata
- 2008: Najlepsza polska siatkarka i atakująca 2007 roku w plebiscycie miesięcznika „Super Volley”
- 2008: Najlepsza punktująca turnieju finałowego Ligi Mistrzyń
- 2009: Najlepsza polska siatkarka i atakująca 2008 roku w plebiscycie miesięcznika „Super Volley”
- 2010: MVP i najlepsza punktująca Klubowych Mistrzostw Świata[8]
- 2012: Najlepsza punktująca zawodniczka ligi chińskiej
- 2013: Najlepsza atakująca zawodniczka ligi chińskiej
- 2014: MVP i najlepsza punktująca ligi azerskiej